# Dziedziczenie chromosomowe
Dziedziczenie chromosomowe (dziedziczenie mendlowskie) - dziedziczenie uwarunkowane genami w chromosomach. Odkrywcą tego rodzaju dziedziczenia był Grzegorz Mendel, który sformułował prawa Mendla. Udoskonalił je na początku XX w. Thomas Hunt Morgan, który na podstawie swoich badań nad muszką owocową sformułował chromosomową teorię dziedziczności.